# Antoinette Butte
Pour les articles homonymes, voir Butte.
Antoinette Butte, née le 12 juillet 1898 à Lunéville et morte le 30 avril 1986 à Tarascon, est une militante et religieuse protestante française.
D'abord engagée au sein de la Mission populaire évangélique, elle devient l'une des pionnières en France du scoutisme féminin à partir de 1916 et participe aux débuts de la Fédération française des éclaireuses dans les années 1920. Devenue membre de la Fraternité spirituelle des Veilleurs, elle est la principale fondatrice de la Communauté de Pomeyrol à partir de 1938. 

## Biographie
Antoinette Butte est la fille de Marie Seltenmeyer, alsacienne luthérienne et de Henri Butte, officier de cavalerie lorrain et catholique, intéressé par les expériences pédagogiques, membre fondateur de l'École des Roches. Il meurt au début de la Première Guerre mondiale. Elle est baptisée dans l'Église luthérienne puis rejoint l'Église réformée. Elle fait des études secondaires à Paris, où elle passe son baccalauréat en 1916.

### Pionnière du scoutisme féminin
Elle fait la connaissance en 1915 d'Élisabeth Fuchs, qui a fondé en 1912 le premier groupe d'éclaireuses, au sein d'un foyer de l'Union chrétienne de jeunes filles, rue de Naples à Paris. Cette première esquisse d'une proposition de scoutisme féminin en France est faite dans une approche non-confessionnelle, dans l'optique de s'adresser à toutes les jeunes filles. Sur cette inspiration et sur la demande de Camille Savary, Antoinette Butte crée en 1916 une des premières troupes d'éclaireuses protestantes unionistes au sein de la Maison Verte, dans le cadre de la Mission populaire évangélique dans le 18e arrondissement de Paris.
Avec l'appui de Violette Mouchon, elle entreprend de faire une proposition structurée pour le scoutisme féminin en France, et crée à cet effet le premier manuel de l'éclaireuse et la loi de l'éclaireuse, finalisé en 1919. Son adaptation du scoutisme aux filles se base directement sur le livre Éclaireurs, de Robert Baden-Powell, et non sur Girl-Guides, l'adaptation aux filles anglaises par le guidisme qui paraît en 1918.
Elle quitte Paris en 1918 et rejoint Nancy pour faire des études de droit. Elle est avocate stagiaire à Nancy en 1920, contre l'avis de sa mère. La même année, à 22 ans, elle est nommée commissaire nationale adjointe du mouvement des éclaireuses protestantes, alors rattaché aux Unions chrétiennes de jeunes filles. En 1921, ce mouvement se joint à des groupes d'éclaireuses neutres pour former un mouvement unique visant à allier l'ensemble des sensibilités spirituelles du scoutisme féminin : la Fédération française des éclaireuses (FFE). Antoinette Butte porte l'approche œcuménique de la Fédération, et s'oppose en ce sens à Georgette Siegrist, tout en encourageant la pratique spirituelle dans le quotidien scout de la section unioniste. Elle est plusieurs années commissaire chargée de la région de l'Est pour la FFE, où elle reste engagée jusque dans les années 1930.

### Fondatrice de la Communauté de Pomeyrol
Elle rejoint en 1923 la communauté de prière des Veilleurs, fondée par le pasteur Wilfred Monod. Elle s'engage également à l'Armée du salut. En 1929, elle ouvre un centre de retraite spirituelle à Saint-Germain-en-Laye. En 1938, l'Association des pasteurs de France lui demande de s'occuper d'une maison de retraites spirituelles et de rencontres à Pomeyrol, sur la commune de Saint-Étienne-du-Grès, dans les Bouches-du-Rhône. Durant la guerre, elle est responsable de l'accueil et ouvre la maison à de nombreuses rencontres de pastorales, catéchétiques, et de mouvements d'adultes, ainsi qu'à de nombreux réfugiés et fugitifs. C'est dans ce cadre que sont élaborées, en 1941, les « Thèses de Pomeyrol », l'un des premiers actes de résistance spirituelle au nazisme en France. Le lieu est réquisitionné en février 1944, utilisé par les FFI puis comme camp. Il n'est récupéré, très abîmé, qu'en 1946 et réinvesti avec le soutien du pasteur Boegner. 
Antoinette Butte y fonde en 1950, avec quatre sœurs, la Communauté de Pomeyrol, consacrée à la prière et la pauvreté, dont elle est responsable jusqu'en 1975. Plusieurs anciennes cheftaines unionistes de la Fédération française des éclaireuses s'y impliquent. Cette communauté est reconnue comme communauté religieuse par l'Église réformée de France en 1953, elle s'inspire du mouvement du «Tiers ordre des Veilleurs» du pasteur Wilfred Monod, et du scoutisme.
Elle meurt le 30 avril 1986 à Tarascon.

## Publications (sélection)
- L'incarnation ; La sainte cène ; L’Église, Lausanne, Payot & Cie, 1936.
- Le Cantique des cantiques, Paris : P. Seghers, 1947
- L'Offrande : office sacerdotal de l'église, Paris, Pomeyrol-St.-Étienne-du-Grès, 1965.
- Le Chant des bien-aimés, Oberlin, 1973, 352 p.
- Petite liturgie quotidienne, 1977, 171 p.
- Semences, méditations, lettres, témoignages, Cahiers de Pomeyrol, no 9, Oberlin, 1989, 190 p.